# Dürre und Hitze in Europa 2018

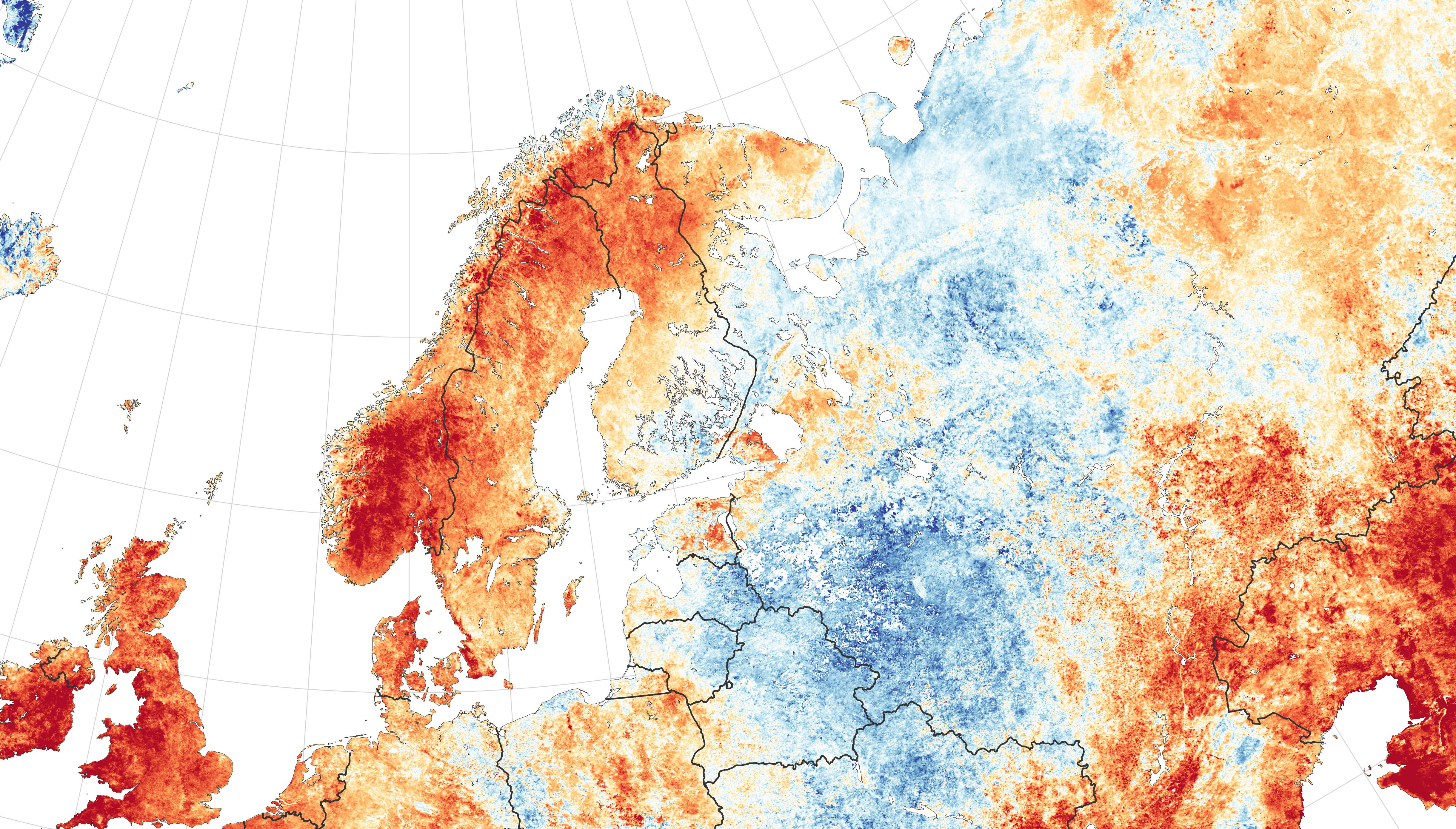
Temperaturabweichung der ersten zwei Juliwochen 2018 vom Durchschnitt der ersten zwei Juliwochen 2000–2015. Rote Gebiete (Skandinavien mit Norwegen und Schweden): wärmer, blaue Gebiete (in Russland): kälter als Normal.

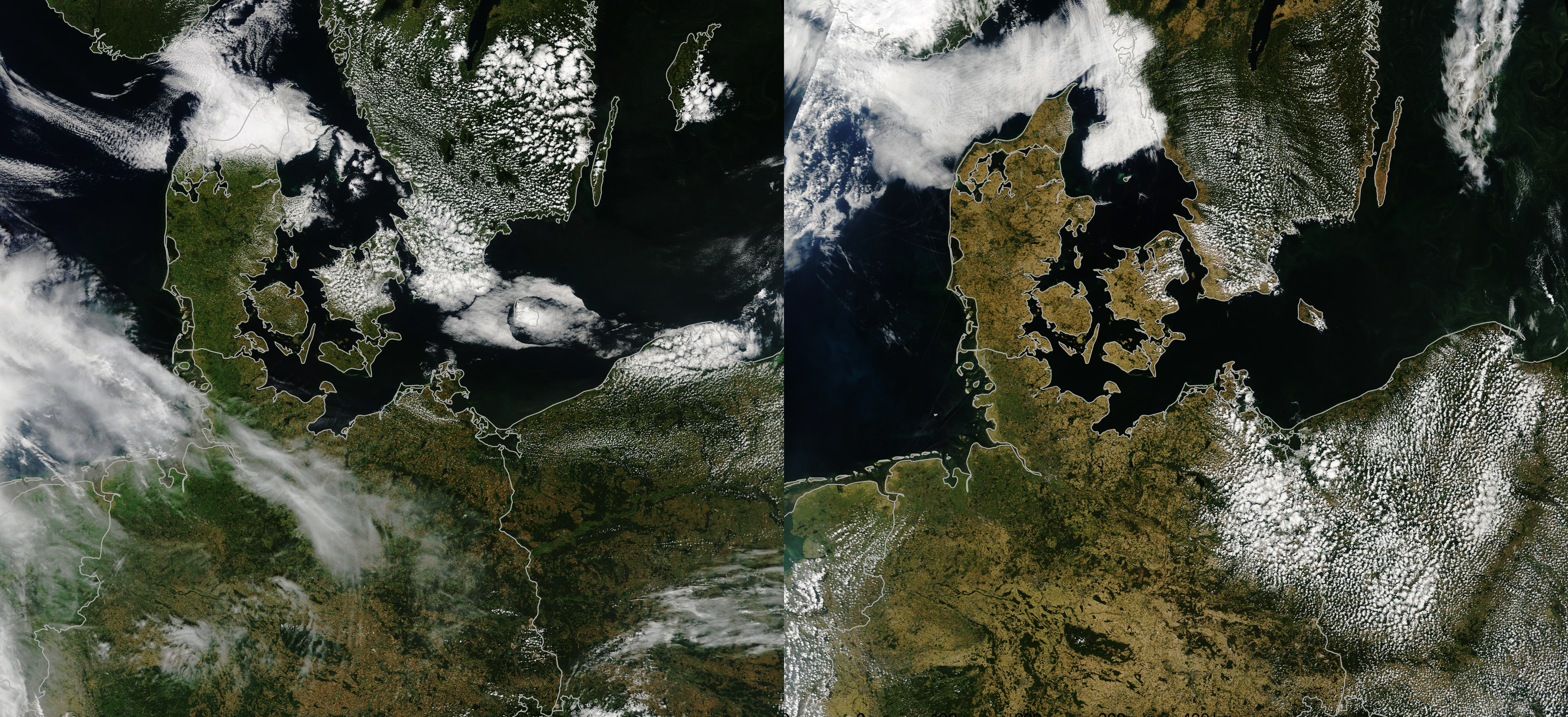
Vertrocknungserscheinungen in Nord-Zentraleuropa am 24. Juli 2018 (rechts). Zum Vergleich: Dieselbe Region am 19. Juli 2017 (links).

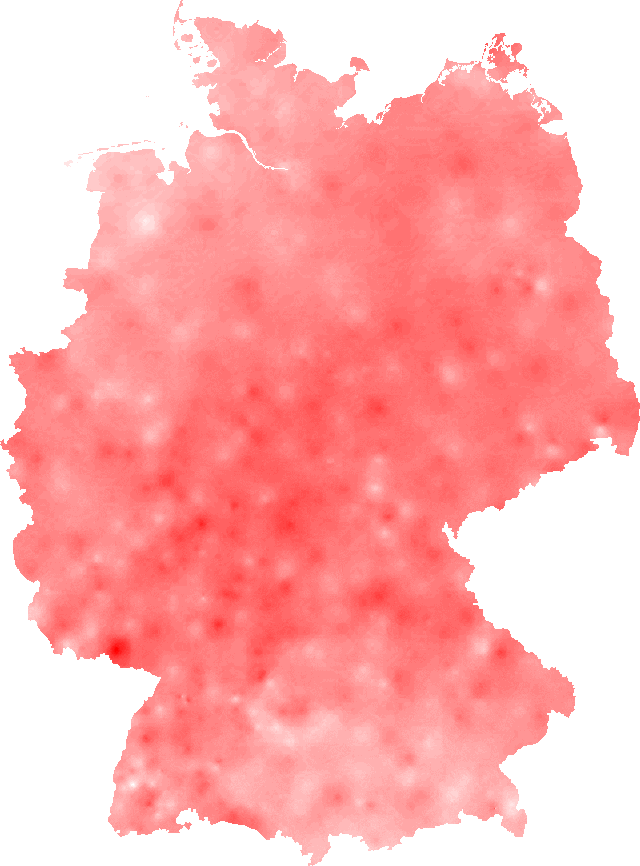
Abweichungen der Temperaturen im Sommer 2018 vom langjährigen Mittel der Normalperiode 1981–2010 von bis.

Die Dürre und Hitze in Europa 2018 war eine Wetteranomalie mit unterdurchschnittlichen Regenmengen (Dürre), überdurchschnittlichen Temperaturen (auch Hitzewellen) und überdurchschnittlich vielen Sonnenstunden, insbesondere im nördlichen und mittleren Teil Europas in den Frühjahrs- und Sommermonaten.
Infolgedessen kam es zu zahlreichen Waldbränden, Ernteausfällen und weiteren Hitzeschäden. Wegen der hohen Temperaturen des Wassers einiger Flüsse wurden Kraftwerke abgeschaltet oder gedrosselt, und wegen niedriger Wasserstände wurde die Binnenschifffahrt teilweise eingestellt. Die in Teilen Europas herrschende außergewöhnliche Dürre bestand bis in den Spätherbst und die Adventswochen fort. In verschiedenen europäischen Staaten wie Deutschland, Frankreich und der Schweiz sowie auch in ganz Europa brachte das Jahr 2018 neue Wärmerekorde.
In Europa begann im April 2018 eine Dauerwärme und Trockenheit, als eine blockierende Omegalage bestand, die zu einem völligen Abreißen der Westwinddrift führte. Diese sehr langzeitstabilen heißen Hochdruckwetterlagen, die sich über große Teile der Nordhalbkugel erstrecken und sich dabei über lange Zeiträume kaum verändern, werden sowohl von Meteorologen als auch von Klimaforschern als sehr ungewöhnlich beurteilt. Klimaforscher deuten die Wetteranomalien vor dem Hintergrund des menschengemachten Klimawandels. Dieser habe unter anderem die Wahrscheinlichkeit für das Ausbilden stabiler Wetterlagen in Europa erhöht, was im Sommer entweder zu überdurchschnittlich viel Regen führt oder – wie im vorliegenden Fall – zu anhaltender Trockenheit und Hitze.
Im Dezember 2018 wurde der Begriff „Heißzeit“ zum deutschen Wort des Jahres 2018 gekürt. Die Jury begründete das Urteil mit dem extremen Sommer des Jahres sowie dem Klimawandelbezug.

## Nordeuropa

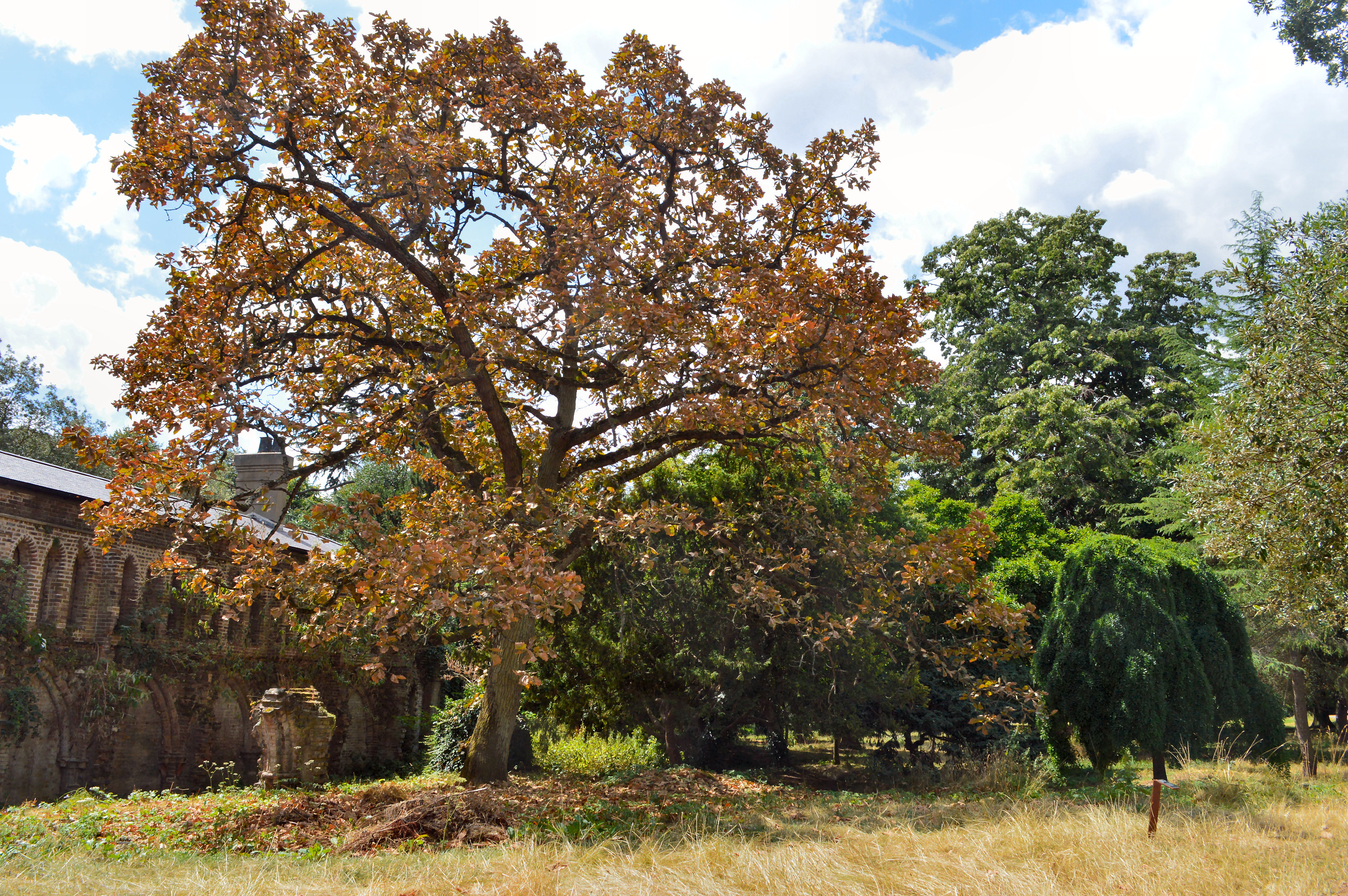
Eiche Ende Juli mit bräunlichem Laub im Gunnersbury Park, England

### Skandinavien
Skandinavien war im besonderen Maße von der Hitzewelle betroffen. Sie begann im Mai des Jahres 2018 und brachte Temperaturabweichungen von mehr als 4 Grad.

### Britische Inseln
Im Juni begann eine schwere Dürre auf den Britischen Inseln, insbesondere in Irland und Schottland. Großbritannien erlebte den wärmsten Sommer seit dem Jahr 1976, in Irland und Schottland wurden die höchsten Temperaturen seit Beginn der Wetteraufzeichnungen gemessen. Die anhaltende Trockenheit führte dort zu einem Abfallen der Trinkwasserreserven; das Rasensprengen wurde landesweit auf unbestimmte Zeit verboten. Die königlichen Gärten in London waren weitgehend braun-grau statt grün.

### Baltikum
In Lettland und Litauen wurde der nationale Notstand ausgerufen; in Litauen wurden Ernteverluste von über 30 Prozent befürchtet.

### Island
In Island erlebten die Menschen den kältesten und nassesten Sommer seit Beginn der Wetteraufzeichnungen. Die mittlere Temperatur in den Monaten Mai, Juni und Juli lag bei nur 7,7 °C, der Niederschlag betrug in diesem Zeitraum mehr als 300 Liter pro Quadratmeter.

## Mitteleuropa

### Deutschland

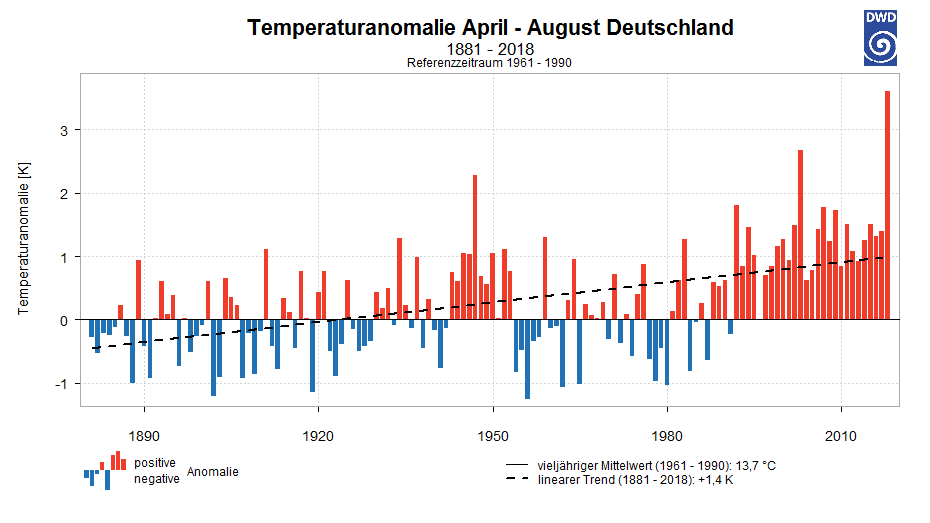
Temperaturabweichung vom langjährigen Mittelwert in Deutschland im Zeitraum April bis August in den Jahren 1881 bis 2018 (Basis des Mittelwerts: 1961–1990; Auswertung des Deutschen Wetterdienstes)

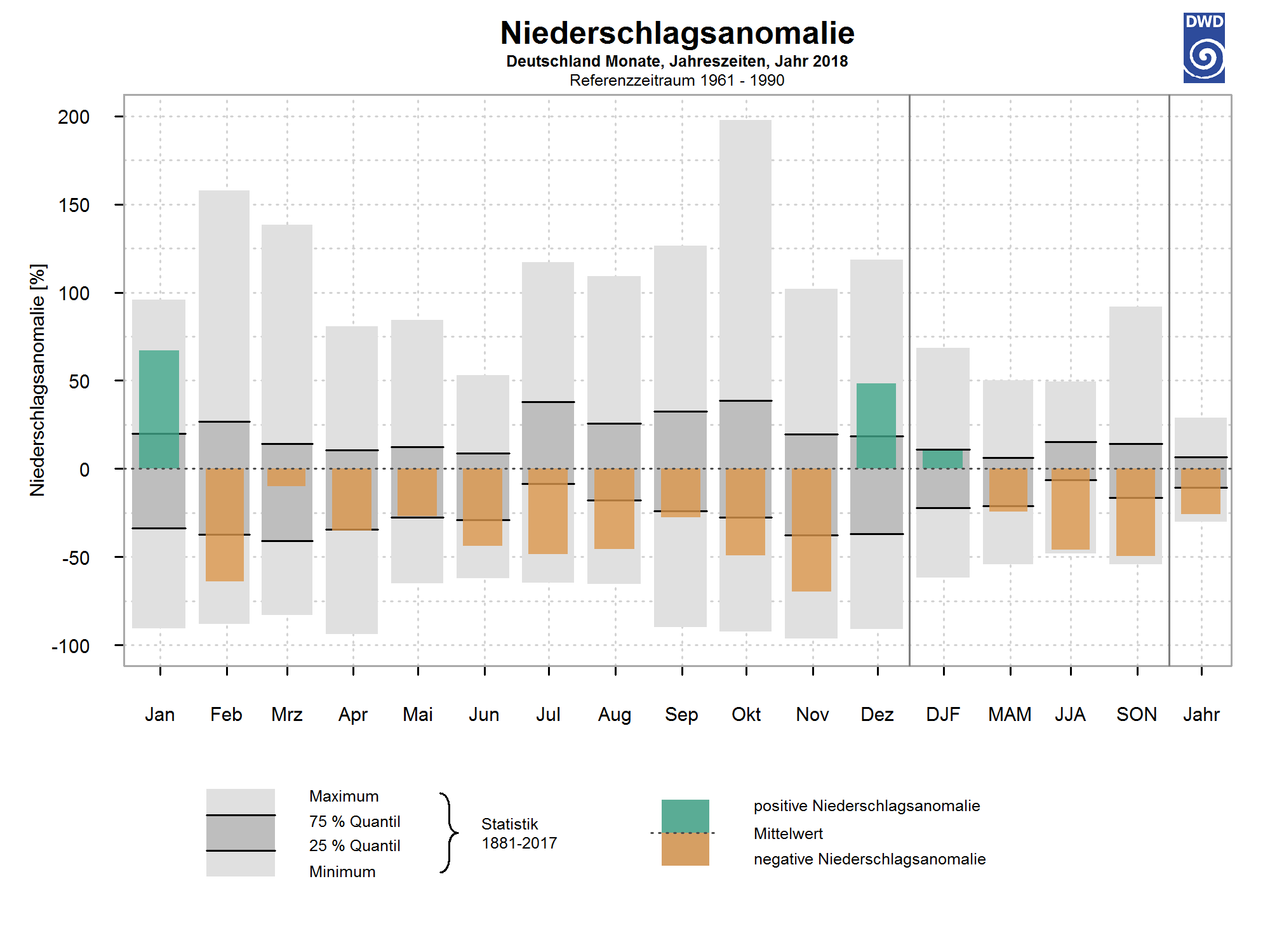
Deutschlandweite Niederschlagsabweichung 2018 im langjährigen statistischen Vergleich. Gezeigt sind die Werte 2018 im Vergleich zu den Werten im Zeitraum 1881–2017

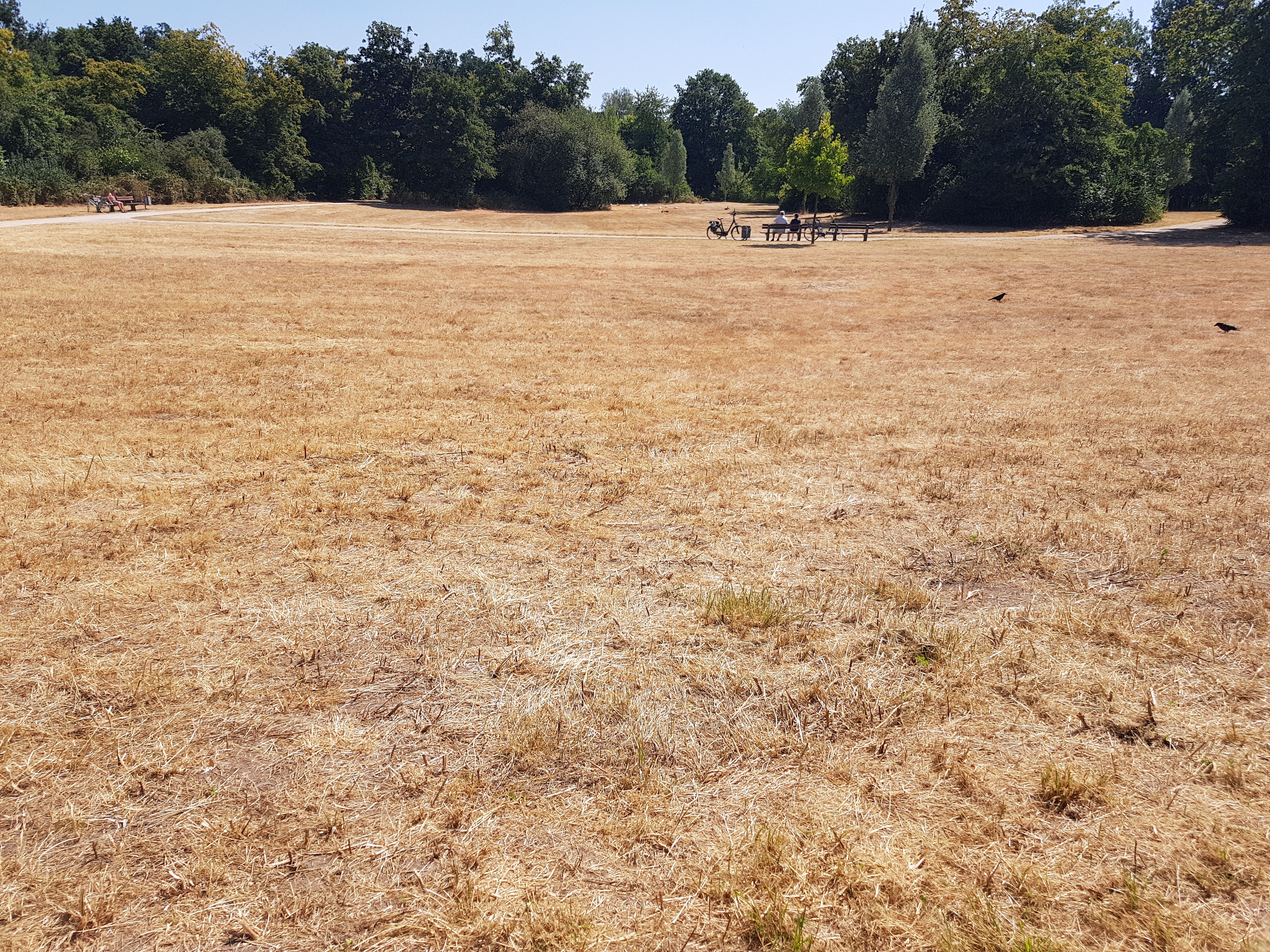
Ausgetrocknete Wiese bei Kaarst, Deutschland am 8. Juli 2018

2018 war laut der Bilanz des Deutschen Wetterdienstes mit einer Durchschnittstemperatur von 10,5 Grad Celsius das bisher wärmste Jahr seit Beginn der Wetteraufzeichnungen 1881. Zugleich war es das vierttrockenste Jahr im selben Zeitraum und das sonnigste Jahr seit Beginn dieser Messungen im Jahr 1951. Laut Deutscher Wetterdienst (DWD) mache die Kombination des wärmsten Jahres mit einem zugleich „extrem trockenen Jahr“ das Jahr 2018 klimatologisch „einzigartig“. Das Helmholtz-Zentrum für Umweltforschung – UFZ beschrieb die Dürre als eine erstmals seit 1976 aufgetretene „großflächige Dürre in Deutschland sowohl im Oberboden als auch über die gesamte Bodentiefe“ und nannte den Sommer und Herbst 2018 „trockener als in allen vorherigen verfügbaren Jahren im Dürremonitor seit 1951“.
Von April bis in den Oktober herrschte in Deutschland eine außergewöhnlich trocken-heiße Großwetterlage, die kaum unterbrochen war; selbst Mitte Oktober wurden vielfach sommerliche Werte erreicht, der wärmste Oktobertag war mit 28,6 °C Tageshöchsttemperatur der 13. Oktober in Tönisvorst. Mit durchschnittlich 11,6 Grad Celsius war es 2,2 Grad wärmer als der langjährige Schnitt von 9,4 Grad. Der Zeitraum April bis Oktober 2018 war der trockenste seit Beginn der Messungen; es fiel 40 % weniger Regen als im langjährigen Durchschnitt. Erst im Dezember 2018 erfolgte eine nachhaltige Umstellung der Wetterlage. Insbesondere im Südwesten Deutschlands gab es im Dezember teilweise mehr Niederschläge als im gesamten Sommer desselben Jahres. Insgesamt blieb aber trotz leicht überdurchschnittlichem Niederschlag zwischen Dezember 2018 und Februar 2019 ein großes Wasserdefizit bestehen. Mit Stand April 2019 fehlten in den Böden im Schnitt etwa 200 bis 300 Liter Wasser pro Quadratmeter, sodass bereits zu diesem Zeitpunkt, aufgrund der großen Trockenheit, teils wieder die höchste Waldbrandwarnstufe ausgerufen wurde. Mancherorts war die Trockenheit so groß, dass Winterfrüchte wie Raps aufgrund schlechter Entwicklung wieder umgepflügt werden mussten.
Flächendeckend wurden in Deutschland neue Rekorde für die Anzahl der Sommertage bzw. Hitzetage aufgestellt, die die bisherigen Rekorde z. T. deutlich übertrafen. Insgesamt gab es 2018 im Mittel 75 Sommertage mit mindestens 25 Grad und mehr als 20 Hitzetage mit mindestens 30 Grad. Beides hatte es seit Beginn der Aufzeichnungen im Jahr 1881 nicht gegeben; auch die Werte des Sommers 2003 mit 62 Sommertagen und 19 Hitzetagen wurden teils deutlich übertroffen. In Leipzig, wo in einem normalen Jahr 7 bis 8 Hitzetage über 30 Grad erwartet werden, gab es 36 solcher Tage.
In großen Teilen Deutschlands herrschten mit Stand Mitte Oktober in den tieferen Bodenschichten bis 1,8 Meter extreme bis außergewöhnliche Dürre, nachdem es zuvor seit April keine flächendeckenden ergiebigen Regenfälle gegeben hatte. Zu diesem Zeitpunkt waren ca. 70 % der Fläche Deutschlands von extremer Trockenheit betroffen. Diese Dürre hielt über das Jahr hinaus an. Während sich die Situation im Oberboden bis Anfang 2020 in vielen Regionen normalisiert hatte, herrschte in tieferen Bodenschichten weiterhin in weiten Teilen Deutschlands moderate bis außergewöhnliche Dürre. In manchen Regionen liegt das 2018 und 2019 aufgelaufene Niederschlagsdefizit bei einem ganzen Jahresniederschlag. Auch 2022 hielt die 2018 begonnene Dürre in vielen Regionen Deutschlands noch immer an. Erst mit dem sehr nassen Jahr 2023, das u. a. zum Jahresende regional von starkem Hochwasser geprägt war, ging die Dürre in Deutschland nach fünf Jahren zu Ende.
Betrachtet man den Zeitraum vom 1. April bis 30. September 2018, so wurde in jedem einzelnen Bundesland ein neuer Rekord für das höchste Temperaturmittel sowie in 15 von 16 Bundesländern (nur Schleswig-Holstein bildet hier eine Ausnahme) ein neuer Rekord für die längste Sonnenscheindauer aufgestellt. Die außergewöhnliche lange Sonnenscheindauer setzte sich auch im Herbst fort. Bereits Mitte November 2018 verzeichneten daher einige Messstationen eine längere Sonnenscheindauer als jemals zuvor innerhalb eines Kalenderjahres gemessen worden ist. Ebenso stellt der Deutsche Wetterdienst in seinen Auswertungen fest, dass für den Zeitraum April bis Juli 2018 noch nie ein so großes Niederschlagsdefizit beobachtet wurde (−110 mm [= l/m²]).
Im Juni 2018 fiel das Wetter in Deutschland nicht durch Temperaturextreme auf, aber durch extreme Trockenheit, die selbst jene des „Jahrhundertsommers“ 2003 übertraf. Anfangs war Norddeutschland (hier vor allem Berlin und Brandenburg) betroffen, wo bereits im April Temperaturen bis 30 °C gemessen wurden. In Süddeutschland brachten Gewitter örtlich Niederschläge, allerdings auch zahlreiche Unwetter. Meteorologen sprachen Ende Juni von „katastrophalen Ausmaßen“. Im Zeitraum vom 1. April bis 30. September 2018 fielen im Bundesmittel 263 Liter Regen pro m², ein Wert, der nur im Jahr 1911 (249 Liter je m²) unterboten wurde. In zwei Bundesländern wurde ein neuer Rekord für die geringste Niederschlagsmenge verzeichnet.
Das Bundesamt für Strahlenschutz wies Anfang August 2018 auf die Notwendigkeit hin, sich vor hoher UV-Strahlung zu schützen, und plädierte für die Schaffung von Schattenplätzen: Jeder, der Schatten sucht, sollte welchen finden können. Der Juni und Juli waren um ca. 2,5 Grad wärmer als der langjährige Durchschnitt, der Juli zudem der zweitsonnigste seit Beginn der Messungen. Von Ende Juli bis Anfang August wurde das Wetter in Deutschland von einer ungewöhnlich langen Hitzewelle bestimmt. So maßen die Wetterstationen in Frankfurt, Mannheim und Offenbach am Main 18 aufeinanderfolgende Tage mit Höchstwerten von mehr als 30 °C.
Ende Mai und Anfang Juni 2018 gab es in mehreren Regionen Nordrhein-Westfalens starke Überflutungen. Vor allem in Wuppertal waren die Schäden sehr hoch. Die Gesamtschäden durch die zunehmenden Klimawandel-Folgen betrugen in Deutschland im Jahr 2018 nach Einschätzung von Germanwatch rund 32,2 Milliarden Euro.

### Niederlande

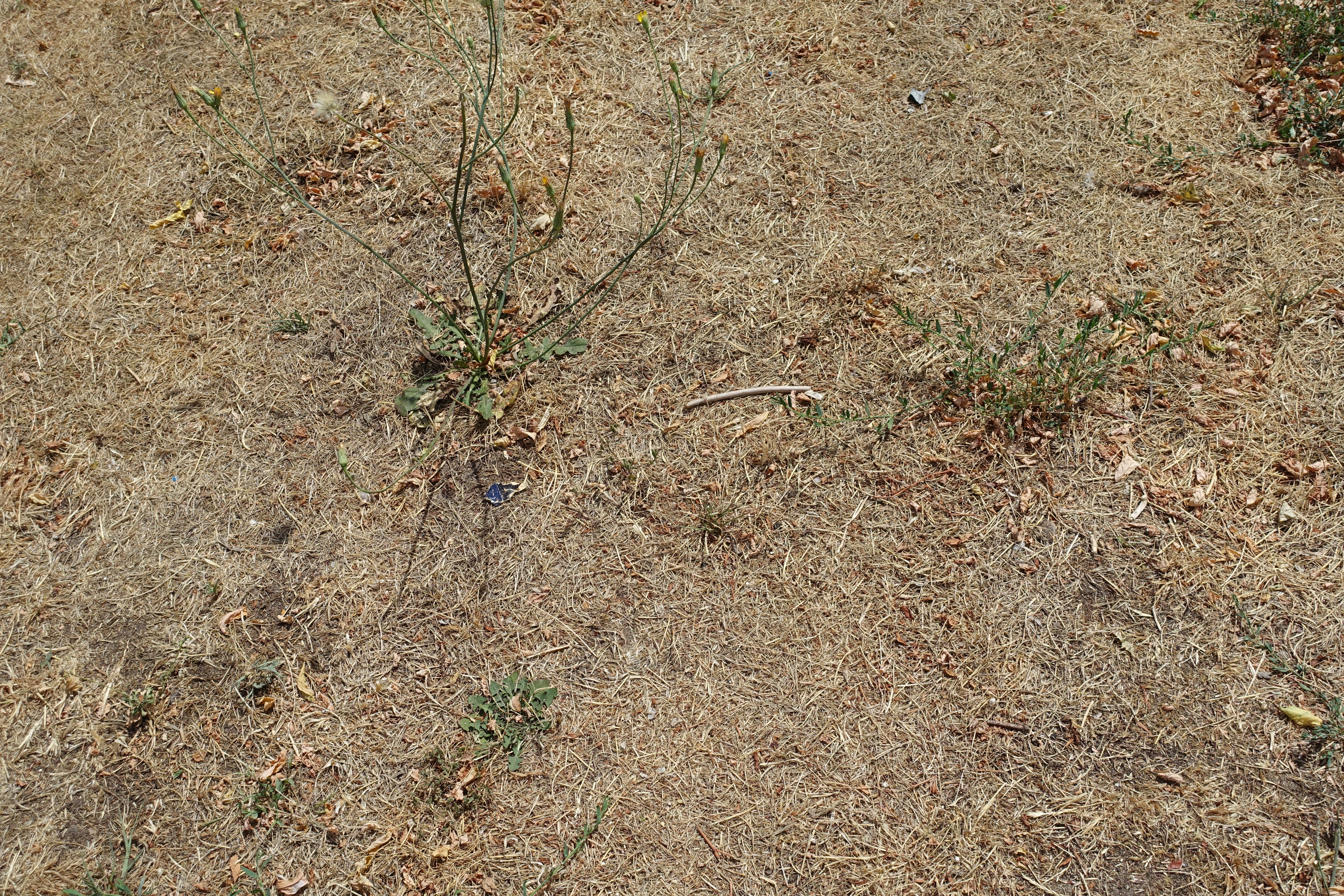
Vertrocknetes Gras im Achterhoek in den Niederlanden, 30. Juli

Die Niederlande litten unter der stärksten Trockenheit seit dem Jahr 1976 (Stand: Mitte Juli 2018).

### Österreich
In Österreich war das Jahr 2018 laut Zentralanstalt für Meteorologie und Geodynamik mit 1,8 Grad Celsius über dem vieljährigen Durchschnitt das heißeste Jahr seit Beginn der 252 Jahre zurückreichenden Aufzeichnungen, in vielen Regionen zudem das trockenste. Die Sonnenstundenzahlen lagen österreichweit um 11 Prozent über dem langjährigen Durchschnitt, zudem gab es sehr viele meteorologische Sommertage, teils doppelt so viele wie in einem gewöhnlichen Jahr üblich. In Andau wurde mit 127 Sommertagen ein neuer österreichischer Rekordwert beobachtet.
Ende Juli 2018 lagen die Temperaturen um etwa fünf bis zehn Grad über den für Ende Juli/Anfang August typischen Werten (Mittel der vergangenen 30 Jahre). In fast allen Landeshauptstädten kam es zu den längsten Hitzewellen seit Beginn der Wetteraufzeichnungen. In Wien wurde in der Nacht auf den 22. August die 40. Tropennacht des Jahres registriert, bisher hatte der Rekord bei 39 Tropennächten im Jahr 2003 gelegen. Das Sommerhalbjahr April bis September 2018 lag 2,6 Grad über dem langjährigen Mittel und war das wärmste seit Messbeginn im Jahr 1767. Der Niederschlag lag 15 Prozent unter dem langjährigen Mittel, es war damit der trockenste Sommer seit 2003. In vielen Orten wurden Rekorde für die Anzahl an Sommertagen (Tag mit Höchstwert von ≥ 25 Grad Celsius) gebrochen.
In Österreich gab es eine unterdurchschnittliche Niederschlagsmenge, in manchen Regionen fiel bis zu 40 Prozent weniger Regen als im langjährigen Mittel. Manche Bergseen trockneten aus, stellenweise war die Trinkwasserversorgung betroffen. Trockenheit und Hitze wirkten sich negativ auf die Fischbestände in Bächen aus. Durch niedrigen Wasserstand fanden viel Fische keine Laichplätze, bei Bachforellen in Oberösterreich wurde ein hundertprozentiger Laichausfall befürchtet. In der Landwirtschaft waren verbreitet Erntemengen unterdurchschnittlich und es konnten sich vermehrt Schädlinge ausbreiten. Speziell die Forstwirtschaft litt unter einem Rekordbefall durch Borkenkäfer. Auch bei Hackfrüchten wie Erdäpfeln und Zuckerrüben kam es zu großen Ausfällen. Christbaum-Bauern berichteten von vertrockneten Jungpflanzen, was sich in fünf bis sieben Jahren am Markt durch ein geringes Angebot bemerkbar machen wird. In Salzburg kam es zu einigen Todesfällen bei Pferden, die trockenheitsbedingt nicht genügend Gras auf den Weiden vorgefunden und daher für sie giftige Berg-Ahornsamen gefressen hatten.
Auf der Donau gab es bei der Güterschifffahrt 60 Prozent Transporteinbußen und viele Passagierschiffe saßen ohne Weiterkommen in Wien fest, weil der Pegel im benachbarten Ausland zu niedrig war.

### Schweiz
In der Schweiz war das Sommerhalbjahr 2018 das wärmste seit Beginn der Messungen. Zudem erlebte die Schweiz mit einem Mittel von 12,0 Grad (2003: 11,8 Grad) die wärmste und mit einem Niederschlag von 65 Prozent (1870: 46 Prozent) gegenüber der Normperiode 1981–2010 die vierttrockenste meteorologische Periode April–Juli seit Messbeginn 1864. Um die Waldbrandgefahr zu senken, herrschte in vielen Kantonen der Deutschschweiz ab Ende Juli 2018 ein absolutes Feuerverbot im Freien, mit der Folge, dass der 1.-August-Funken sowie Feuerwerke vielerorts entfielen. Beispielsweise galt das Feuerverbot in den Wäldern des Kantons Thurgau vom 30. Juli bis zum 4. September 2018. Die Ozonbelastung nahm während den heißen Tagen extrem zu. In der Nacht vom 23. auf den 24. Oktober 2018 wurden in einigen Orten Temperaturen von über 20 Grad gemessen. Am 24. Oktober 2018 wurde in Locarno-Monti, begünstigt durch den anhaltenden Nordföhn, der späteste bisher je gemessene Hitzetag mit 30,5 Grad registriert. Bisher galt dies für den 25. September 1983.
 Nur in den Sommern 2003 und 2015 waren noch höhere Temperaturen gemessen worden als 2018. Schon das Jahr 2017 war vielerorts trocken und heiß; auch deshalb setzten die Dürre und Hitze von 2018 vielen Bäumen besonders zu. Besonders Buchen, aber auch Ulmen, Eschen, Erlen sowie Ahorne wurden in Mitleidenschaft gezogen. Der WSL haben von 114 Forstkreisen deren 110 Probleme in Zusammenhang mit der Dürre und Hitze gemeldet. Der Bericht Hitze und Trockenheit im Sommer 2018 liefert eine detaillierte Beschreibung der klimatischen und hydrologischen Entwicklung und beschreibt die Auswirkungen systematisch. Er nennt die Zahl von 177 zusätzlichen Todesfällen.

## Auswirkungen

### Wald- und Flächenbrände

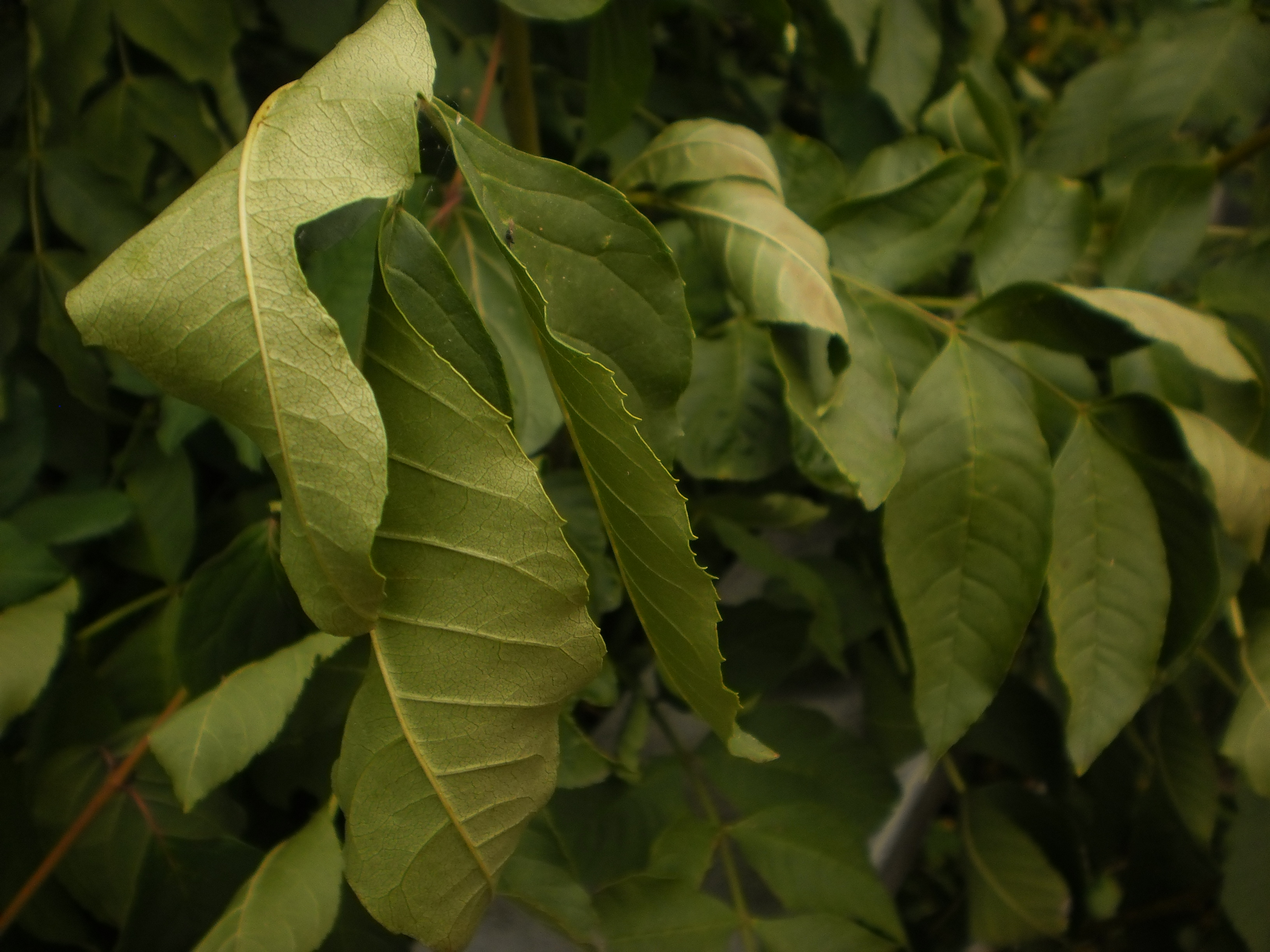
Eingerollte Blätter eines jungen Baums mit Trockenstress

Die Trockenheit begünstigte Wald- und Flurbrände. Deutschlandweit kam es 2018 zu 1708 Waldbränden, mehr als viermal so viele Brände wie im Jahr 2017; so viele Brände wie seit dem Hitzesommer 2003 nicht mehr. Insgesamt verbrannten 2349 Hektar Wald; 2017 waren es weniger als 400 Hektar gewesen. Verglichen mit dem ebenfalls heißen Sommer 2016 verdoppelte sich sowohl die Zahl der Waldbrände als auch die Zahl der abgebrannten Waldflächen. Brandschwerpunkt war Ostdeutschland und hier insbesondere Brandenburg, da es viele nur schlecht wasserspeichernde Sandböden und Kiefernwälder besitzt, die besonders brandgefährdet sind.
Da die Feuerwehren vor Ort oft überfordert waren, kam es teils zu Amtshilfe durch die Bundeswehr, dem Technische Hilfswerk und der Bundespolizei, wobei die Einsatzzeiten dieser Einheiten deutlich höher lagen als in den Vorjahren. In der Lieberoser Heide, einem ehemaligen Truppenübungsplatz in Deutschland, standen über 400 Hektar Wald in Flammen. Die Feuerwehr konnte den Brand wegen vermuteter Blindgänger nicht löschen. Bei Trebbin wurden maschinelle Feldarbeiten mit Wassertankwagen zum Löschen von eventuellen Brandherden abgesichert. Im gesamten Bundesgebiet kam es zudem zu kleineren Wald- und Wiesenbränden. Die Dürre begünstigte auch einen großen Moorbrand im Emsland im Naturschutzgebiet Tinner Dose-Sprakeler Heide auf dem Gelände der Wehrtechnischen Dienststelle 91, der über Wochen mehrere Quadratkilometer Moor betraf.
Die Waldbrände in Schweden 2018 waren die schwersten seit mehr als 100 Jahren. Am 22. Juli 2018 standen insgesamt mehr als 25.000 Hektar Wald in Flammen. Die Feuerwehren schlugen Schneisen und brannten Flächen gezielt ab, um dem Feuer den Brennstoff zu nehmen. Nachdem Schweden um internationale Hilfe gebeten hatte, waren Mannschaften, Löschgeräte, Löschflugzeuge und Löschhubschrauber unter anderem aus Dänemark, Deutschland, Frankreich, Italien, Norwegen, Österreich, Polen und Portugal zur Unterstützung gekommen. Schweden hatte im Juli 2018 keine Löschflugzeuge zur Waldbrandbekämpfung. Schwedische Behörden gaben an, es könne möglicherweise bis Anfang 2019 dauern, bis alle Brände vollständig gelöscht seien. Der größte Brand mit einer Fläche von 8500 ha befand sich mit Stand 20. Juli 2018 in der Kommune Ljusdal. Die Front jenes Waldbrandes war dort zu diesem Zeitpunkt 55 Kilometer breit.
In Südnorwegen waren im Juli mehr als 350 Wald- und Feldbrände binnen zwei Wochen ausgebrochen, was laut norwegischem Zivilschutzdirektorium die höchste jemals gemessene Zahl solcher Brände war. Es hatte seit Anfang Mai kaum geregnet.
Im August 2018 kam es nahe dem portugiesischen Ort Monchique zu großen Waldbränden. Im Einsatz waren mehr als 1300 Feuerwehrleute. Der Waldbrand konnte erst nach einer Woche von der Feuerwehr unter Kontrolle gebracht werden. Insgesamt wurden 41 Menschen verletzt und rund 27.000 Hektar Wald vernichtet.

### Tier- und Pflanzenwelt

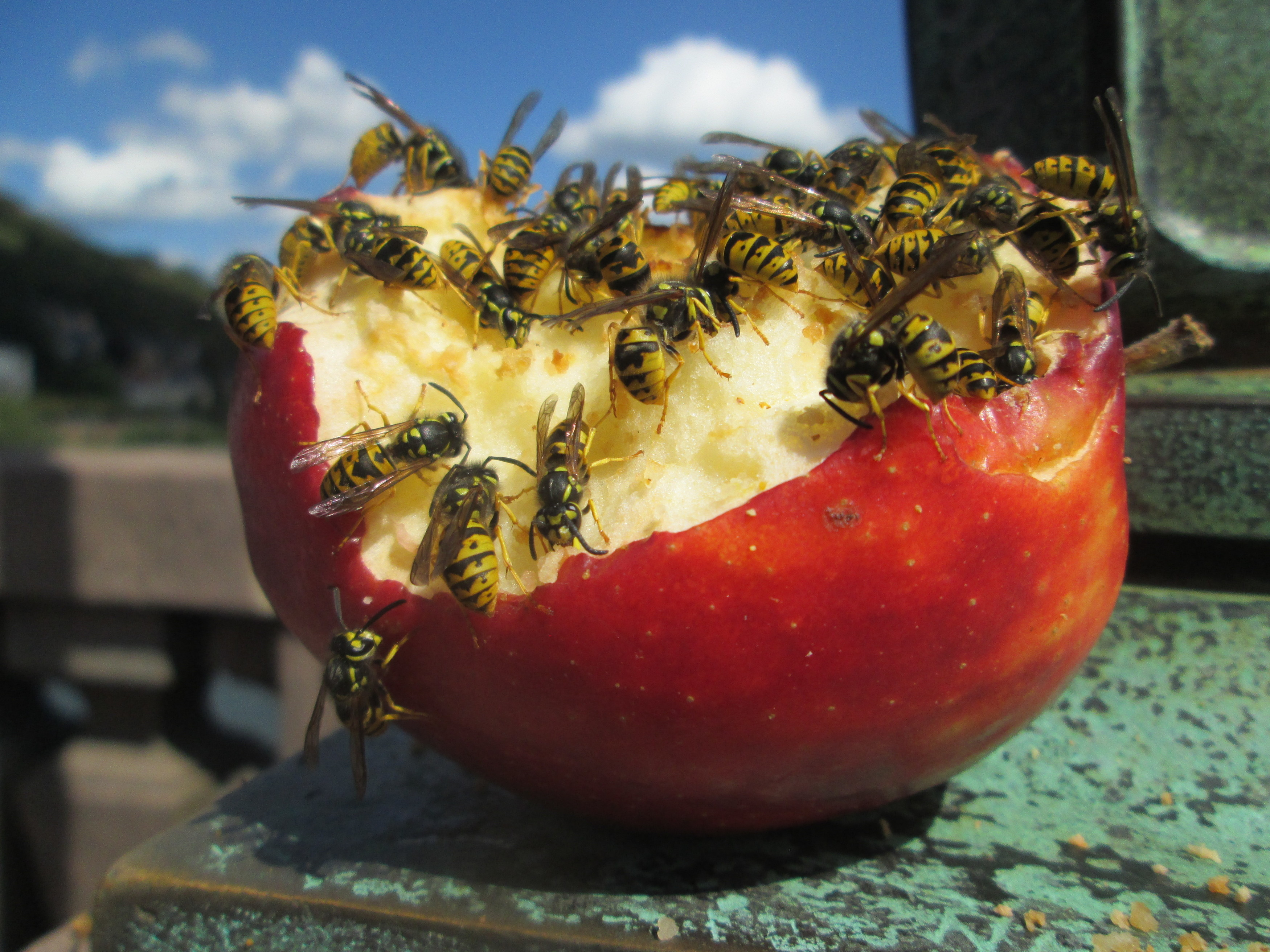
Wespen im August (Heidelberg)

Die Dürre führt zu einem Rückgang verschiedener Insekten, wie z. B. der Mücken. Vögel waren deshalb zusätzlich zum Wassermangel von einem Futtermangel betroffen. Wespen, die sich aufgrund der Hitze stark vermehrten, konnten wahrscheinlich weniger Insekten, mit denen sie ihre Larven versorgen, fangen und waren relativ klein.
Wie bereits in den Jahren 2015 und 2017 wurden wenige Exemplare von Hyalomma marginatum und Hyalomma rufipes – zwei krankheitsübertragende, vermutlich durch Zugvögel eingeschleppte tropische Zeckenarten – in Deutschland gefunden. Bisher waren sie in Europa in Italien, Frankreich, Albanien, Bosnien-Herzegowina, Spanien, Portugal, Rumänien und der Ukraine nachzuweisen.
Phänologisch gab es ebenso Besonderheiten. So verzögerte sich etwa der Laubfall vieler Baumarten im Herbst, wie etwa der Stieleiche, der den phänologischen Winter markiert. Der Deutsche Wetterdienst vermutete, dass die Trockenheit Stoffwechselprozesse der Bäume gestört habe und daher die Korkschicht zwischen Blatt und Zweig, die normalerweise den Blattfall bedingt, nicht richtig ausgebildet werden konnte. Wissenschaftlich sei das Phänomen aber noch nicht geklärt.

### Waldsterben
Die Dürre verursachte zudem große Verluste unter jungen wie adulten Bäumen, die vertrockneten oder so stark geschwächt wurden, dass sie Schädlingen zum Opfer fielen. So starben beispielsweise in den Wäldern junge Bäume, die noch keine tiefen Wurzeln ausbilden konnten, großflächig ab. Für Deutschland wurde kalkuliert, dass etwa 85 % der neu angepflanzten Jungbäume vertrockneten; der Deutsche Forstwirtschaftsrat schätzt die Zahl der insgesamt vertrockneten Jungbäume rückblickend für 2018 auf etwa 500 Millionen. Klimaforscher gingen zudem davon aus, dass der Wald durch die große Trockenheit nicht wie üblich als Kohlenstoffsenke agiert haben könnte, also netto Kohlenstoffdioxid aus der Luft gebunden habe, sondern stattdessen zu einer Kohlenstoffquelle wurde, also netto mehr Kohlenstoffdioxid in die Atmosphäre abgegeben als aufgenommen habe. Dies war bereits im ebenfalls sehr heißen und trockenen Sommer 2003 geschehen. Die Arbeitsgemeinschaft Deutscher Waldbesitzerverbände (AGDW) bezifferte den Schaden in den Wäldern auf ca. 5,4 Mrd. Euro, verursacht durch Waldbrände, abgestorbene Jungbaumpflanzungen sowie übermäßigen Schädlingsbefall, z. B. durch den Borkenkäfer.
Auch kam es durch das heiße, trockene Wetter zu einem Massenauftreten von Borkenkäferarten, die deutschlandweit zu Holzschäden an 11 Millionen Festmetern Holz führten. In Sachsen gab es die größte Borkenkäferplage seit dem Zweiten Weltkrieg. Preise für Fichtenholz gaben aufgrund des Massenanfalls von betroffenen Bäumen um 50 % nach. In verschiedenen Bundesländern wurden Notmaßnahmen ergriffen. Aufgrund des milden Winters 2018/2019 wird auch für 2019 mit einem starken Borkenkäferjahr gerechnet, da viele Käfer den Winter überlebt haben und unter anderem nach Stürmen (zum Beispiel Sturmtief Xavier und Sturmtief Burglind) reichlich Totholz für die Vermehrung zur Verfügung steht. Zudem waren viele Fichten durch die Trockenheit des Jahres 2018 geschwächt und konnten daher nur wenig Harz produzieren, mit dem sie sich gegen Borkenkäfer verteidigen. In NRW ergaben Zählungen in einem betroffenen Fichtenbestand Borkenkäferwerte von durchschnittlich 15.000 Käfern pro Baum, zusätzlich zu weiteren im Boden. Gesunde, gut mit Wasser versorgte Fichten können durch Harzproduktion ca. 100 bis 200 Borkenkäfer abwehren. 2018 schafften Fichten aufgrund des starken Wassermangels aber nur die erfolgreiche Bekämpfung von 1–2 Käfern. Der AGDW schätzte im Juli 2019, dass es 2,1 Milliarden Euro kosten werde, das für die Jahre 2018 und 2019 auf insgesamt 70 Millionen Festmeter vorangeschlagte Schadholz abzutransportieren. Im Februar 2020 bezifferte das Bundesministerium für Ernährung und Landwirtschaft die in den Dürre- und Hitzejahren 2018 und 2019 zerstörte Waldfläche auf 245.000 Hektar, die Schadholzmenge betrug der gleichen Quelle zufolge 160 Mio. Festmeter. Eine weitere Verschärfung des Waldsterbens wird aufgrund der Anfang 2020 weiter anhaltenden Dürre sowie der abermals sehr guten Entwicklungsbedingungen für Borkenkäfer erwartet. Anfang Juni 2020 litten die Wälder Deutschland noch immer an dem Trockenstress, der mit der seit 2018 anhaltenden Dürre begonnen hatte. Mit Ausnahme von Südbayern wurde 2020 zum dritten Dürrejahr in Folge, sodass die Waldschäden weiter zunahmen. Betroffen sind nun neben Nadelbäumen zunehmend auch Laubbäume wie Buche und Eiche.
Nach dem Waldzustandsbericht 2020 war der Zustand der deutschen Wälder nach den Dürrejahren 2018 und 2019 so schlecht wie nie seit Beginn dieser Erhebungen im Jahr 1984. Demnach waren 180.000 ha Wald komplett abgestorben, und erstmals seit dem Waldsterben in den 1980er Jahren seien wieder Fichten großflächig abgestorben. Viele weitere Bäume litten zudem unter deutlicher Kronenverlichtung, darunter 50 % der Eichen und 47 % der Buchen. Auch der Kiefer ginge es immer schlechter. Auch für 2020 wird keine Besserung erwartet, da sich Auswirkungen von Dürren erst zeitverzögert zeigen. Eine auf Satellitendaten gestützte Auswertung des DLR kam zu dem Ergebnis, dass in Deutschland zwischen Januar 2018 und April 2021 mehr als 500.000 Hektar Wald (5.000 km²) verloren gingen, maßgeblich verursacht durch die in diesen Jahren herrschende Dürre und damit einhergehende Borkenkäferwellen. Dies entspricht ca. 5 % der Waldfläche Deutschlands. Hauptsächlich betroffen waren Nadelwälder in der Mitte von Deutschland. In Nordrhein-Westfalen verschwand mehr als ein Viertel der Fichtenwälder, manche Landkreise verloren binnen dieser drei Jahren mehr als zwei Drittel ihrer Fichtenwälder.

### Gewässer

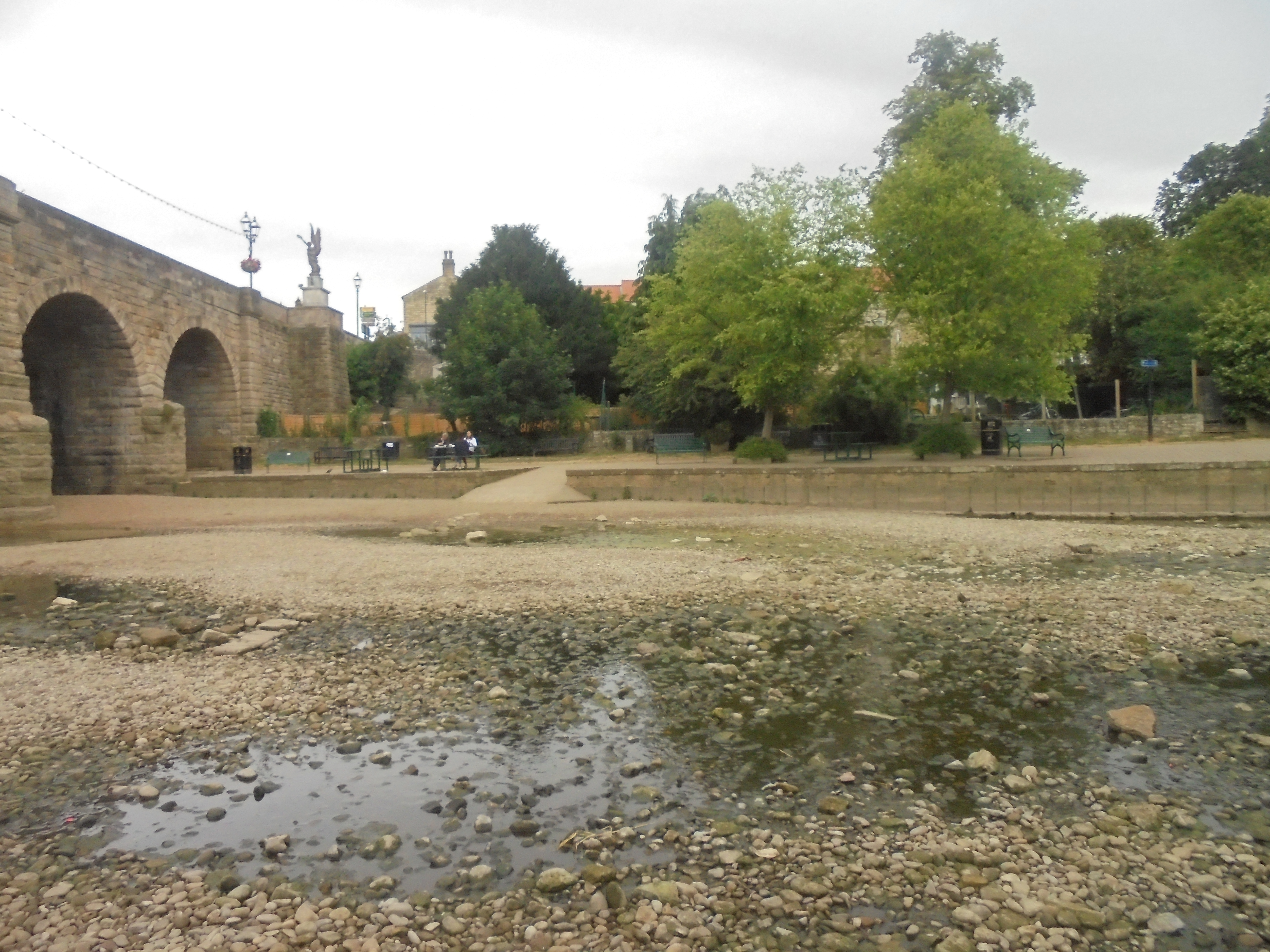
Ausgetrocknetes Flussbett des Wharfe in Wetherby, West Yorkshire, 9. Juli 2018

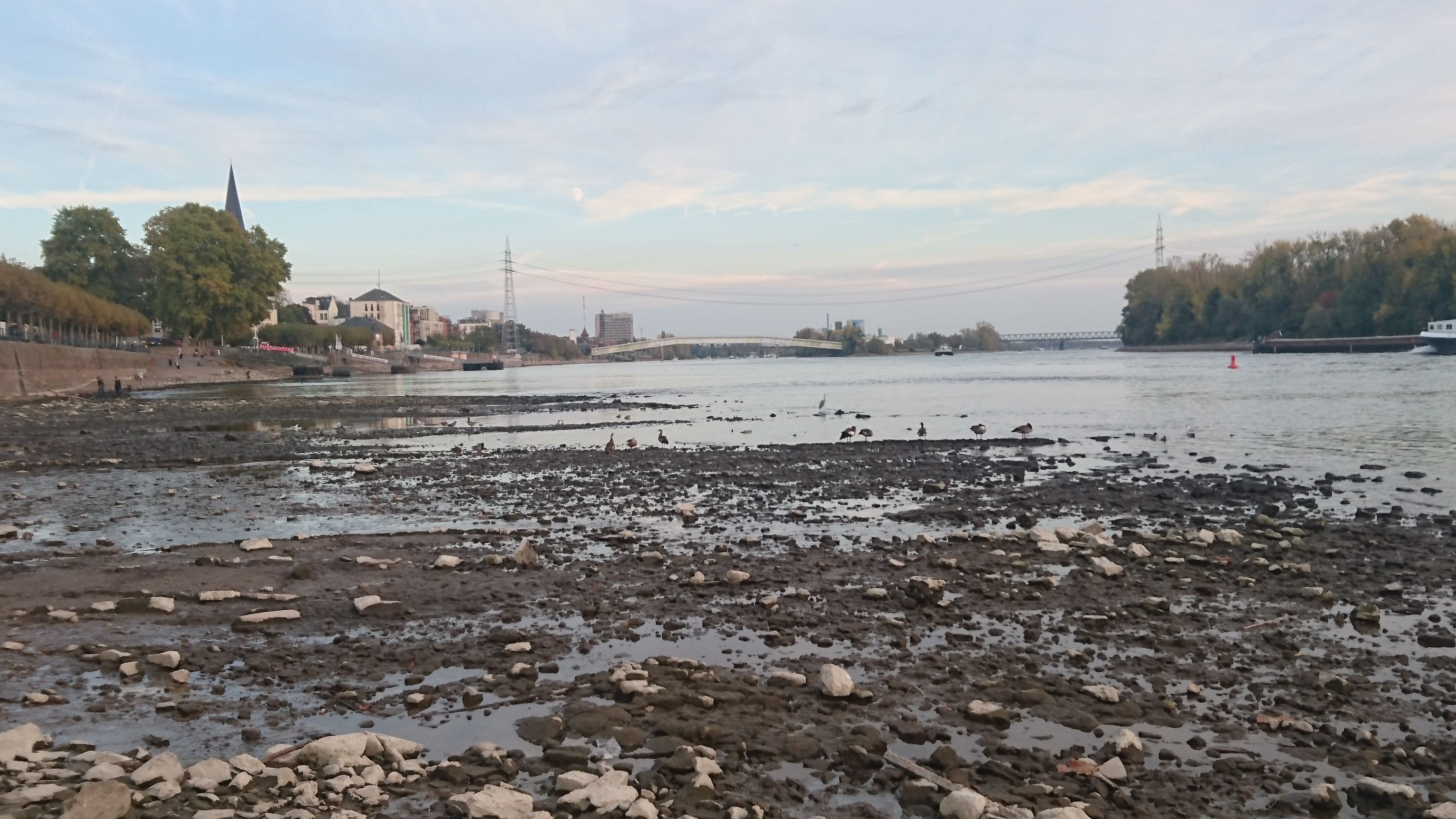
Niedrigwasser in Wiesbaden-Biebrich am Rheinufer 2018.

Viele Gewässer führten über lange Zeit nur noch wenig Wasser. In 9 der 15 größten Flüsse in Deutschland herrschte an mehr als 100 Tagen extremes Niedrigwasser. Die am stärksten vom Wassermangel betroffenen Flüsse waren Elbe und Oder, in denen 183 bzw. 175 Tage extremes Niedrigwasser herrschte. In Rhein und Donau waren es 132 bzw. 109. Tage. Mitte Oktober lag der Pegelstand des Rheins bei Emmerich am Rhein bei gerade einmal 26 cm; ein neuer Tiefstand, der sogar den vorherigen Rekord aus dem Jahr 2003 unterbot. Insgesamt wurde geschätzt, dass alleine das Niedrigwasser im Rhein in Deutschland einen volkswirtschaftlichen Schaden von ca. 12. Mrd. Euro bzw. 0,3 % des BIP verursachte.
Das Niedrigwasser hatte zur Auswirkung, dass in Deutschland einige Flüsse, wie etwa die Oder, an einigen Stellen durchwatet werden konnten. An der Oder wurde am maßgeblichen Pegel Frankfurt 1 im August 2018 mit 94 cm ein neues Allzeittief seit Beginn der Messungen ermittelt. Auch die Donau führte am Wochenende vom 12. August historisches Niedrigwasser: So wurde an der Messstelle Pfelling im Landkreis Straubing-Bogen (Niederbayern) nur noch ein Pegel von 2,28 m (Fahrrinnentiefe 1,38 m) gemessen, nochmals zwei Zentimeter unter dem bisherigen Tiefststand vom 25. September 1947. Manche kleinere Flüsse wie die Schwarze Elster trockneten aufgrund der außergewöhnlich heißen und trockenen Wetterlage komplett aus.
Unter anderem durch die hohen Temperaturen und niedrigen Wasserstände wurden schwere Auswirkungen auf die Gewässerökologie befürchtet. Laut Schweizerischem Fischereiverband sei im Rhein ein hitzebedingtes Fischsterben kaum noch abzuwenden. Umweltverbände forderten, dass temporär die Einleitung von warmen Industrieabwässern verboten werden solle, um die Umweltfolgen der Hitzewelle in Grenzen zu halten. Dennoch kam es wie etwa in der Schweiz zu dramatischen Fischsterben; 90 Prozent der Äsche-Population im Rhein starb.
Der Füllstand des Edersees fiel bis November 2018 auf 10 % seines maximalen Wertes, Seitenarme des Sees lagen komplett trocken. Zudem kamen einige Ruinen und Fundamente von Gebäuden zum Vorschein, die bei seiner Füllung abgerissen worden waren.
Zudem trat durch das Niedrigwasser versunkene Munition aus dem Zweiten Weltkrieg wieder ans Tageslicht. In der Elbe und dem Rhein kam es zu vermehrten Munitions-, Granaten- und Minenfunden. In Sachsen-Anhalt sprach das Technische Polizeiamt (TPA) daraufhin eine Warnung aus. In der Nähe des Mainzer Winterhafens wurden am 1. August 66 Flakpatronen, die bereits Mitte Juli gefunden worden waren, im Rhein gesprengt.
Im Bochumer Stadtteich verendeten am 29. Juli 2018 aufgrund Sauerstoffmangels einige hundert Fische. In Hamburg wurden fünf Tonnen tote Fische aus Gewässern entnommen. In zahlreichen weiteren Gewässern wurden tote Fische entdeckt. Wegen der hohen Wassertemperaturen vermehrten sich die Cyanobakterien im Unterbacher See bei Düsseldorf, so dass das Strandbad Nord am 29. Juli 2018 schließen musste. Der Ironman Hamburg vom 29. Juli 2018 wurde aufgrund der Cyanobakterienblüte in der Alster von einem Triathlon zu einem Duathlon umfunktioniert. Anfang August gab es ein Fischsterben im Aasee (Münster). Dort werden die Blaualgen bereits seit Jahren bekämpft.
In der Schweiz waren bei der Emme und der Töss die Flussbetten stellenweise ausgetrocknet. Der Lac des Brenets trocknete fast vollständig aus und auch beim Vierwaldstätter-, Zuger- und Zürichsee wurden außerordentlich tiefe Wasserstände gemessen. Während die Aare in Bern mit 23,7 Grad Celsius eine Rekordtemperatur verzeichnete, der bisherige Rekord wurde bei der Hitzewelle in Europa 2003 gemessen, litten Äsche und Forellen unter anderem im rund 27 Grad warmen Rhein. Vielerorts musste abgefischt werden; beispielsweise im Kanton Thurgau rund 40 Gewässer.
Durch die hohen Temperaturen sowie den geringen Niederschlag schmolzen die ca. 1500 Gletscher in der Schweiz deutlich ab. Insgesamt verloren sie im Jahresvergleich laut Akademien der Wissenschaften Schweiz geschätzt 1,4 Milliarden Kubikmeter Eis, was etwa 2,5 % der gesamten Gletschermasse entspricht. Rückgangsdämpfend wirkte sich hierbei aus, dass es im Winter 2017/2018 in manchen Regionen sehr hohe Schneefälle gegeben hatte, ohne die der Schneeverlust noch deutlich größer ausgefallen wäre.

### Landwirtschaft

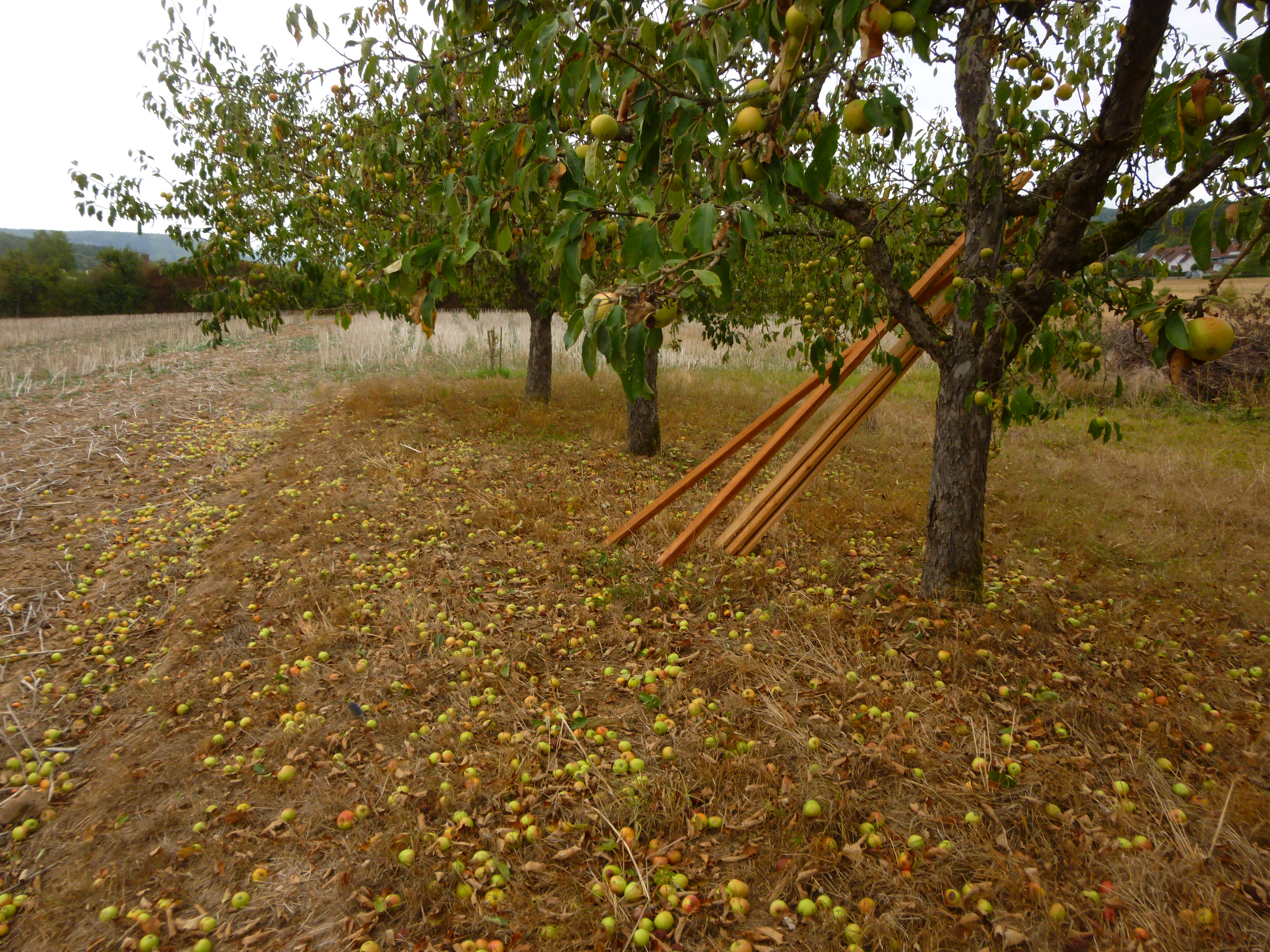
In Folge des anhaltenden Wassermangels deutlich zu klein gebliebene Äpfel (Sorte: Maunzen) in Unterfranken.

Entwicklung der Dürre des Oberbodens (oberste 25 cm des Bodens) in Deutschland 2018 in Halbmonatsschritten.

In weiten Teilen Mittel-, Nord- und Osteuropas führten mangelnde Niederschläge im Frühjahr und Sommer 2018 zu signifikant geringeren Erntemengen. In der Folge reduzierte sich die Getreideernte (incl. Körnermais) in der EU-28 um 8 % gegenüber dem Fünfjahresmittel auf eine Menge von 284,3 Millionen Tonnen.
Global gesehen wurden im Anbaujahr 2018/19 weltweit mit fast 2,66 Milliarden Tonnen Getreide insgesamt ca. 30 Millionen Tonnen weniger produziert als nachgefragt wurde, was zum ersten globalen Getreide-Defizit seit 2012/2013 führte. Allerdings waren die Lager noch aus den Vorjahren gut gefüllt, sodass keine Getreideknappheit erwartet wird.
Vielerorts wurde von vorzeitigen Rinder- und Schafschlachtungen aufgrund von Futtermangel berichtet.
Die Weltmarktpreise für Getreide stiegen zur europäischen Ernte 2018 um rund 20 Prozent gegenüber dem relativ niedrigen Vorjahresniveau an. Bei Ölsaaten (in Europa vor allem Raps) waren aufgrund der reichlichen globalen Verfügbarkeit von Soja und Palmöl keine dürrebedingten Preiserhöhungen bemerkbar.
Die regional stark schwankenden Preise für Raufutter stiegen stark an. In vielen Regionen Europas wurde von einer Verdoppelung gegenüber dem Vorjahresniveau berichtet.
In den ersten 3 Quartalen des Jahres 2019 stieg die Zahl der Insolvenzen von landwirtschaftlichen Betrieben in Deutschland um 23,9 % gegenüber dem Vorjahr an. Als Ursache hierfür wird Dürre des Jahres 2018 verantwortlich gemacht, die sich mit geringeren Einnahmen bei gleichzeitig höheren Kosten zeitverzögert auf die Finanzlage der Betriebe auswirkte.
Die Traubenlese begann etwa drei Wochen eher als gewöhnlich. Von deutschen Winzern wurde ein ertragreiches Jahr erwartet, mit hoher Qualität der Trauben, soweit nicht die intensive Sonne die Trauben durch Sonnenbrand schädige.

#### Deutschland
In Deutschland wurden in allen Bundesländern dürrebedingte Ertragseinbußen im Freilandanbau verzeichnet.
Die Dürre führte dazu, dass viele Bauern ihr Getreide aufgrund starker Anzeichen der Notreife deutlich früher ernten mussten. Die Getreideernte (ohne Körnermais) sank gegenüber dem Mittel der drei Vorjahre um 19 % auf 34,5 Millionen Tonnen. Der Hektarertrag lag mit 60,2 Dezitonnen um 15,8 % unter dem dreijährigen Mittel. Deutschland wurde somit zum ersten Mal seit 1986 wieder zum Netto-Importeur von Getreide. Die Erntemenge von Körnermais (incl. CCM) lag mit 3,3 Millionen Tonnen um 25 Prozent unter dem dreijährigen Mittel. Die Ertragseinbußen im Ökolandbau wurden auf 10 Prozent über alle Getreidearten geschätzt, wobei dies durch steigende Anbauflächen teilweise kompensiert werden konnte.
Ähnliche Ertragseinbußen wurden auch bei anderen Flächenkulturen wie z. B. Kartoffeln oder Raps gemeldet. Regional wurden allerdings auch über Einbußen von 50 Prozent und mehr berichtet. Mancherorts wurden Felder überhaupt nicht beerntet, da die Erntekosten den Wert der Ernte überstiegen hätten. In manchen Fällen, wie z. B. bei Kartoffeln im Ökolandbau, konnten die Erträge hingegen durch reduzierten Krankheitsdruck und Intensivierung der Bewässerung sogar gesteigert werden.
Die auch nach der Haupternte bis in den Spätherbst anhaltende Trockenheit ergab auch Auswirkungen auf das folgende Anbaujahr. So ging in Hessen die Anbaufläche von Raps für das Anbaujahr 2018/19 von 55.000 auf 36.300 Hektar zurück. Für die Ernte 2019 wird mit einem Ertragsrückgang von einem Viertel gerechnet. In Folge wird 2019 auch beim Rapshonig mit einem Ertragsrückgang von 10 bis 20 % gerechnet.
Die Produktionsmenge der meisten tierischen Lebensmittel konnte auch in den folgenden Monaten auf dem Niveau der Vorjahre gehalten werden. Zwar war es vielen Betrieben, insbesondere Rinder- und Schafhaltern, aufgrund des geringen Pflanzenwachstums nicht möglich, aus eigenen Quellen ausreichende Futtervorräte anzulegen. Dies konnte jedoch durch Zukauf von Futtermitteln und den Rückgriff auf betriebsinterne Reserven weitgehend kompensiert werden.
Geringere Erntemengen konnten nur teilweise über höhere Marktpreise wieder ausgeglichen werden; viele Betriebe hatten finanzielle Einbußen zu verzeichnen, insbesondere wenn sie den Verkaufspreis ihrer Ernte bereits im Vorfeld über Vorverträge fixiert hatten.
Nachdem Bundeslandwirtschaftsministerin Julia Klöckner finanzielle Hilfen des Bundes für existenziell betroffene Betriebe in Aussicht stellte, falls der für Ende August 2018 erwartete amtliche Erntebericht Schäden von „nationalem Ausmaß“ ergebe, übermittelten die zuständigen Landesministerien dem Bund Mitte August geschätzte Schadenssummen in Höhe von über drei Milliarden Euro. Am 22. August 2018 stufte Bundesministerin Klöckner die extreme Trockenheit 2018 als außergewöhnliches Witterungsereignis nationalen Ausmaßes ein, bei dem etwa 10.000 Betriebe mit einer Schadenshöhe von 680 Millionen Euro in der Existenz bedroht seien. In der Folge beschlossen Bund und 14 Bundesländer im Oktober in einer Verwaltungsvereinbarung, je zur Hälfte insgesamt bis zu 340 Millionen Euro für diese Betriebe zur Verfügung zu stellen. Die Auszahlung der Hilfen wurde an umfangreiche Kriterien geknüpft und war auch im April 2019 noch nicht abgeschlossen.
| Bundesland             | Gemeldeter Schaden in Mio. € (Stand August 2018) | Geplante Bund-Länder-Beihilfe in € (Bund und Land; Stand Oktober 2018) |
| ---------------------- | ------------------------------------------------ | ---------------------------------------------------------------------- |
| Baden-Württemberg      | ?                                                | 22.240.000                                                             |
| Bayern                 | ?                                                | 20.460.000                                                             |
| Berlin                 | ?                                                | 56.000                                                                 |
| Brandenburg            | 260                                              | 46.260.000                                                             |
| Bremen                 | ?                                                | 272.000                                                                |
| Hamburg                | ?                                                | 500.000                                                                |
| Hessen                 | 150                                              | 17.800.000                                                             |
| Mecklenburg-Vorpommern | 531                                              | 50.000.000                                                             |
| Niedersachsen          | 980                                              | 35.600.000                                                             |
| Nordrhein-Westfalen    | ?                                                | 17.800.000                                                             |
| Rheinland-Pfalz        | 180                                              | (Kriterien für Hilfen des Bundes nicht erfüllt)                        |
| Saarland               | 5,3                                              | (Kriterien für Hilfen des Bundes nicht erfüllt)                        |
| Sachsen                | 308                                              | 44.480.000                                                             |
| Sachsen-Anhalt         | 237                                              | 51.180.000                                                             |
| Schleswig-Holstein     | 422                                              | 20.000.000                                                             |
| Thüringen              | 150                                              | 13.340.000                                                             |

Neben diesem Bund-Länder-Programm wurden weitere Unterstützungen zugesagt, insbesondere um der Knappheit an Raufutter entgegenzuwirken. So ließ das Niedersächsische Landesamt für Verbraucherschutz und Lebensmittelsicherheit auch nichtökologische Raufuttermittel in der ökologischen Landwirtschaft zu. In vielen Bundesländern wurde die Mahd von ökologischen Vorrangflächen für Futterzwecke gestattet. Bayern stellte 20 Millionen Euro als Beihilfe zum Zukauf von Raufutter bereit.
Durch die Dürre wurde eine Debatte über die mögliche staatliche Unterstützung von landwirtschaftlichen Mehrgefahrenversicherungen gestartet, da die wenigen verfügbaren privatwirtschaftlichen Angebote aufgrund der hohen Prämien bisher kaum Anklang bei den Landwirten fanden.

#### Österreich
Anfang August 2018 schätzte die Österreichische Hagelversicherung die landesweiten Schäden bis dato auf 80 Millionen Euro beim Getreide und 130 Millionen Euro beim Grünland. Im Oktober 2018 wurde die Schadenshöhe beim Grünland mit 300 Millionen Euro beziffert.
Bundesministerin Elisabeth Köstinger stellte den von der Trockenheit betroffenen tierhaltenden Betrieben Direkthilfen in Höhe von 20 Millionen Euro in Aussicht. Weitere rund 20 Millionen Euro wurden für eine Erhöhung des Prämienzuschusses für Elementarschadens- und Tierausfallversicherungen zugesagt.

#### Schweiz
Laut einer Meldung von Bio Suisse konnte auch in der Schweiz ein Antrag für die Verwendung von Raufutter aus nicht-biologischer konventioneller Landwirtschaft gestellt werden. Dies galt von August bis zum Dezember 2018 auch für Demeter Schweiz. Noch nie wurden in der Schweiz mehr Fütterungsausnahmen gemacht als 2018.

#### Skandinavien
In Dänemark hat die Getreideernte um 28 % auf 7,2 Millionen Tonnen und in Schweden um 45 % auf 3,25 Millionen Tonnen abgenommen.

### Industrie, Gewerbe und Transport

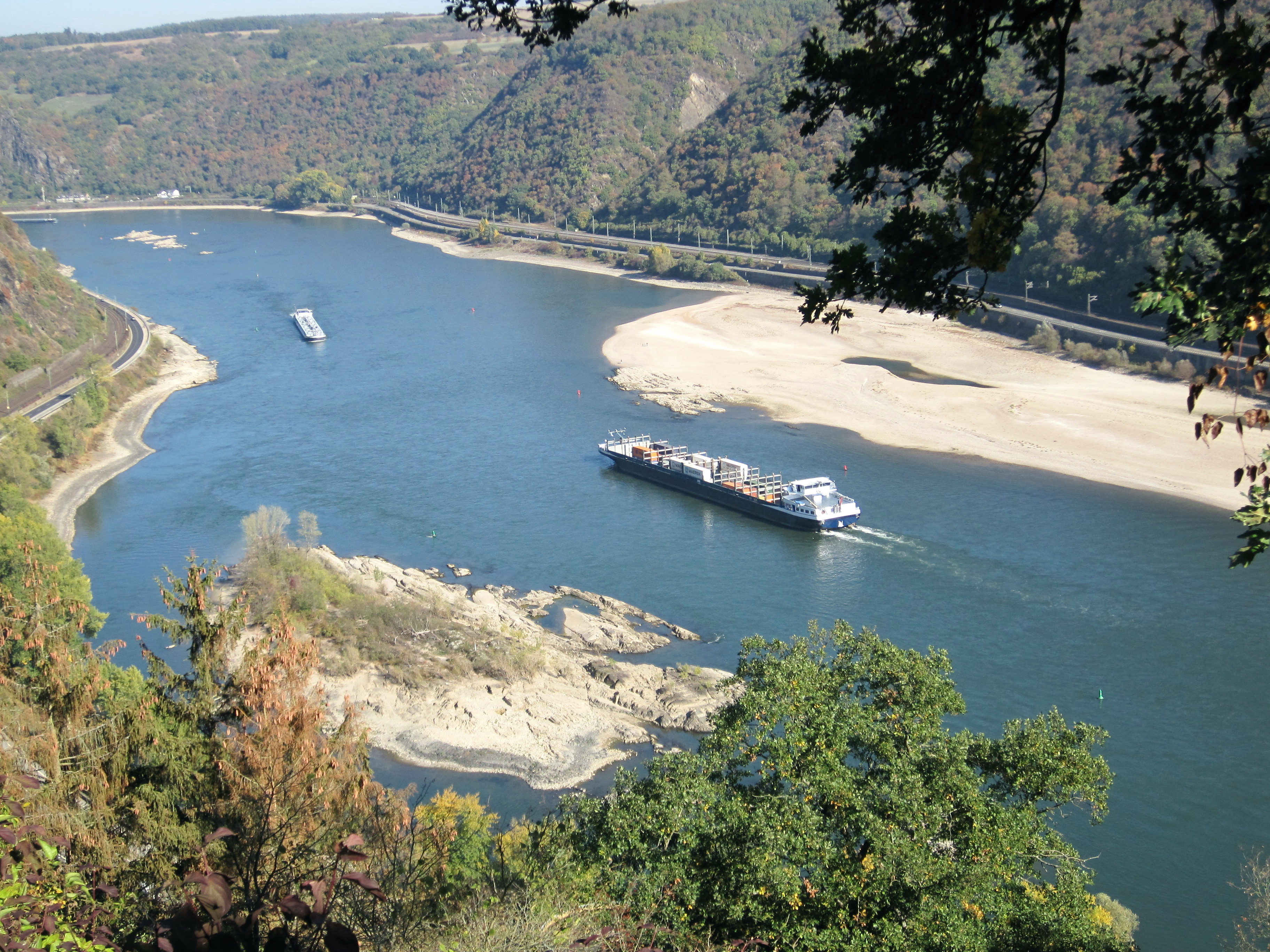
Schifffahrtsrinne zwischen einer Rheininsel und der Untiefe Jungferngrund im Oktober

Neben den erwähnten Ertragsausfällen in der Landwirtschaft hatte das heiß-trockene Wetter auch auf andere Wirtschaftszweige Auswirkungen.
In Deutschland und der Schweiz mussten einige Kraftwerke ihre Leistung drosseln, da das Kühlwasser, das in die ohnehin erwärmten Gewässer geleitet wurde, diese zusätzlich erhitzt. Dies betraf unter anderem die Kernkraftwerke Philippsburg, Grohnde und Brokdorf sowie das Rheinhafen-Dampfkraftwerk Karlsruhe. Im Kernkraftwerk Fessenheim musste Anfang August einer der beiden Reaktoren komplett vom Netz genommen werden. In der Schweiz drosselten die Kernkraftwerke in Beznau und Mühleberg ihre Stromproduktion. Flüsse (zum Beispiel Elbe, Rhein, Oder und Donau) führten so wenig Wasser, dass die Schifffahrt eingeschränkt war oder eingestellt wurde. Frachtschiffe konnten nur teilweise beladen werden. Auf der Elbe zwischen Magdeburg und Dresden war mit Stand Oktober 2018 seit Monaten kein Schiffsverkehr mehr möglich, auf der Donau konnten Schiffe praktisch nur noch unbeladen verkehren. Auf dem Rhein herrschte reger Frachtschiffbetrieb, weil diese Schiffe nur teilbeladen werden konnten. Mancherorts verkehrten die Rheinfähren nicht mehr. Flusskreuzfahrten mussten verkürzt, geplante Stopps an nicht erreichbaren Anlegestellen ausgelassen werden.
Industrieunternehmen wie BASF und ThyssenKrupp mussten infolge des Niedrigwassers auf dem Rhein die Produktion drosseln. Ebenso musste etwa K+S Produktionsorte zeitweise schließen, da ihre Abwässer nicht mehr in die Werra abgeleitet werden konnten. Auch viele Tankstellen konnten durch die Transportenggpässe auf den Binnenwasserstraßen, die durch den Ausfall einer Raffinerie noch erschwert wurden, nur noch erschwert mit Treibstoffen versorgt werden und konnten teilweise für einige Stunden nicht mehr das volle Sortiment anbieten. Zudem verteuerte sich die Kraftstoffpreise teils um mehr als 20 Cent/Liter. Am 22. Oktober wurde in der Schweiz 30'000 Kubikmeter Diesel aus dem Pflichtlager freigegeben, was rund 2,5 Prozent der gesamten Diesel-Pflichtlagermenge entspricht. Am 26. Oktober gab auch die deutsche Bundesregierung die strategische Ölreserve frei, um den durch das Niedrigwasser bedingten Mangel an Erdöl im Südwesten Deutschlands zu beheben.
In Deutschland schien die Sonne im Juli 2018 durchschnittlich 305 Stunden – 44 Prozent mehr als das langjährige Mittel. Die Photovoltaikanlagen in Deutschland produzierten im Juli 2018 nach vorläufigen Zahlen unter Berücksichtigung des Eigenverbrauchs rund 6,7 bis 6,8 TWh. Das ist neuer Allzeitrekord. Mit 29,1 GW (entsprechend etwa 25 Kernkraftwerken) wurde Anfang Juli ein neuer Photovoltaik-Leistungsrekord aufgestellt.
In der Schweiz gab die Rhätische Bahn Ende Juli bekannt, dass sie ihre Schienen mit weißer Farbe anstreicht, damit sie sich in der Hitze weniger verformen. Um die Häfen in Basel auch bei Niedrigwasser besser erreichen zu können, werden zwischen Juli 2018 und Februar 2019 mehrere Abschnitte der Schifffahrtsrinne um rund 25 cm abgetragen.

### Gesundheit
Hitze und Hitzewellen haben eine Vielzahl negativer Auswirkungen auf die Gesundheit. Zu diesen zählen u. a. Erkrankungen und Sterblichkeit aufgrund von Hitzestress und Hitzeschlag oder die Verschlimmerung von Herz-Kreislauf- und Atemwegserkrankungen. Am stärksten betroffen sind Menschen über 65 Jahre, Menschen mit Vorerkrankungen, Menschen, die im Freien oder in ungekühlten Gebäuden arbeiten und solche, die in Regionen der Erde leben, die bereits an der Grenze der menschlichen Bewohnbarkeit angekommen sind. Gemäß einer Modellierung in The Lancet Countdown kam es hingegen 2018 in Europa unter Menschen der Altersklasse ab 65 Jahren zu einer hitzebedingten Übersterblichkeit in Höhe von etwa 104.000 Personen. Davon entfielen ca. 20.200 Todesfälle auf Deutschland.
Matthias an der Heiden vom Robert Koch-Institut schätzte 2019, dass der Hitzesommer 2018 etwa ähnlich viele Hitzetote verursacht hat wie die Hitzewelle in Europa 2003. Bei dieser waren europaweit zwischen 50.000 und 70.000 Menschen an der Hitze gestorben, darunter ca. 7.600 Personen in Deutschland. Eine 2022 unter seiner Mitwirkung erschienene Studie im Deutschen Ärzteblatt ermittelte auf Basis statistischer Methoden etwa 8.700 hitzebedingte Sterbefälle im Jahr 2018, womit das Jahr nach 1994 (~ 10.300) und 2003 (~9500) das Jahr mit den dritthöchsten hitzebedingten Todesfällen war.

### Archäologie
Eine der wenigen positiven Auswirkungen der Dürre ist der Umstand, dass historische Stätten wegen der Kontraste unterschiedlich verkümmernder Vegetation aus der Luft wieder erkennbar werden (Luftbildarchäologie). So wurden Aufnahmen von bereits bekannten Stätten gemacht, um deren Zustand und Standort zu dokumentieren: etwa von der Wasserburg in Bauda, dem historischen Garten von Gawthorpe Hall in der englischen Grafschaft Lancashire und den Grundmauern von Tixall Hall in Staffordshire Zudem konnten zahlreiche Neuentdeckungen gemacht werden: so etwa in Sachsen, Wales, Irland und Frankreich. Außerdem kamen durch die niedrigen Wasserpegelstände Munition, Alltagsgegenstände und Schiffwracks zum Vorschein.

## Bezug zu Wetterereignissen in anderen Regionen
Die durch Brandstiftung verursachten Waldbrände in Griechenland 2018, die östlich von Athen mehrfach außer Kontrolle gerieten, waren laut Katastrophenschutzminister Nikos Toskas ebenfalls durch Extremwetter infolge des Klimawandels begünstigt. Mindestens 96 Menschen starben, womit der Waldbrand laut dem Centre for the Research on the Epidemiology of Disasters das schlimmste derartige Feuer in ganz Europa seit dem Jahr 1900 war. Der Brandforscher Lindon Pronto hingegen sieht die den Brand begünstigenden Wetterbedingungen als nicht ungewöhnlich an: „[…] in Griechenland muss man damit jedes Jahr rechnen.“ Der Hauptfaktor sei der Wind gewesen. Lediglich die Waldbrände in Nord- und Mitteleuropa seien in ihrer Zahl und Gefährlichkeit ungewöhnlich gewesen.
Neben Europa waren auch andere Kontinente von erheblichen Wetterextremen geprägt. So kam es zu einer bisher nicht dagewesenen Anzahl an extremen Überschwemmungen, Dürren, Hitzewellen und Bränden in Nordamerika, Asien und Ende des Jahres in Australien.
Das beständige Hochdrucksystem über Osteuropa lenkte vom Atlantik her kommende Tiefdruckgebiete immer wieder nach Südwesteuropa ab, wo sie über dem Mittelmeer zu sogenannten Cut-Off-Tiefs wurden. Diese entwickelten im Herbst starke Eigendynamik und konnten vom noch warmen Meerwasser hohe Mengen Feuchtigkeit mitführen, was Ende Oktober zu den Unwettern im Alpen-Adria-Raum führte.

## Zusammenhang mit der globalen Erwärmung
Viele Klimaforscher wie Markus Rex vom Alfred-Wegener-Institut, Friederike Otto von der University of Oxford, Mojib Latif, Stefan Rahmstorf, Michael E. Mann und Judah Cohen vom MIT sehen einen Zusammenhang zwischen dem menschengemachten Klimawandel und der Ausbildung solcher stabiler Wetterlagen, da sich durch die stärkere Erwärmung der Arktis der Jetstream abschwäche. Abhängig davon, wie sich der Jetstream genau abschwäche und wo er zum Stehen komme, gebe es einen sehr sonnigen oder einen sehr nassen Sommer. Die Hitze des Jahres 2018 und der Regen und die Überflutungen des nassen Sommers 2017 „seien zwei Seiten derselben Medaille“. Indes wurde der April 2018 als bisher wärmster Aprilmonat registriert.
In einer im Jahr 2016 erschienenen Studie wurde die Hitzewelle von 2015 analysiert. Dabei finden die Autoren, dass die Wahrscheinlichkeit für Hitzewellen in Europa durch das ungewöhnlich kalte Oberflächenwasser des Atlantik südlich von Grönland erhöht wird, das unter anderem eine Verlagerung des Jetstreams erschwert. Die Abkühlung des atlantischen Oberflächenwassers in dieser Region ist wiederum Folge des sich abschwächenden Golfstroms.
Eine 2019 in Earth’s Future erschienene Studie kam zu dem Ergebnis, dass die Hitzeereignisse von Mai bis Juli 2018 auf der Nordhalbkugel mit an Sicherheit grenzender Wahrscheinlichkeit (d. h. 99–100 % Wahrscheinlichkeit) ohne die menschengemachte globale Erwärmung nicht stattgefunden hätten. Dürre- und Hitzeextrema wie die von Mai bis Juli 2018 seien vor 2010 nicht aufgetreten.